# Стефан де Врај
Стефан де Врај (хол. Stefan de Vrij; 5. фебруар 1992) холандски је фудбалер. Тренутно игра за Интер и Фудбалску репрезентацију Холандије.

## Највећи успеси

### Лацио
- Суперкуп Италије (1) : 2017.

### Интер
- Серија А (2) : 2020/21, 2023/24.
- Куп Италије (2) : 2021/22, 2022/23.
- Суперкуп Италије (3) : 2021, 2022, 2023.
- Лига шампиона : финале 2022/23.